# With II
『with II 〜Yumi Tanimura Best Selection〜』（ウィズ ツー）は、谷村有美の2枚目のベスト・アルバム。1994年8月1日にSony Recordsから発売された。

## 概要
『with』から2年8ヶ月ぶりのベスト・アルバムは、シングル表題曲10曲と4枚のスタジオ・アルバム『PRISM』『愛は元気です。』『Docile』『愛する人へ〜A MON COEUR〜』から選曲された14曲。「元気だしてよ」のみリミックス、他楽曲は全てリマスタリング。初盤のみ、三方背BOXパッケージ・36ページ豪華ブックレット仕様。

## 収録曲
| #         | タイトル                           | 作詞       | 作曲       | 編曲       | 時間  |
| --------- | ---------------------------------- | ---------- | ---------- | ---------- | ----- |
| 1.        | 「元気だしてよ[re-mix]」           | 谷村有美   | 谷村有美   | 小林信吾   | 4:18  |
| 2.        | 「いちばん大好きだった」           | 鮎川めぐみ | 谷村有美   | 清水信之   | 4:43  |
| 3.        | 「一緒に暮らそう」                 | 谷村有美   | 谷村有美   | 清水信之   | 4:49  |
| 4.        | 「パレード・パレード」             | 谷村有美   | 西脇辰弥   | 西脇辰弥   | 3:54  |
| 5.        | 「ひとつぶの涙（single version）」 | 谷村有美   | 谷村有美   | 西脇辰弥   | 4:28  |
| 6.        | 「6月の雨」                        | 谷村有美   | 谷村有美   | 西脇辰弥   | 4:05  |
| 7.        | 「友達」                           | 谷村有美   | 西脇辰弥   | 西脇辰弥   | 4:31  |
| 8.        | 「ときめきをBelieve」              | 坂田和子   | 崎谷健次郎 | 崎谷健次郎 | 4:19  |
| 9.        | 「たいくつな午後」                 | 谷村有美   | 谷村有美   | 清水信之   | 5:15  |
| 10.       | 「今が好き」                       | 神沢礼江   | 伊秩弘将   | 西脇辰弥   | 4:31  |
| 11.       | 「最後のKISS」                     | 谷村有美   | 谷村有美   | 清水信之   | 4:49  |
| 12.       | 「しあわせの涙」                   | 谷村有美   | 谷村有美   | 十川知司   | 4:27  |
| 13.       | 「今夜あなたにフラれたい」         | 谷村有美   | 谷村有美   | 清水信之   | 3:34  |
| 14.       | 「愛する勇気」                     | 谷村有美   | 谷村有美   | 大村雅朗   | 5:38  |
| 合計時間: | 合計時間:                          | 合計時間:  | 合計時間:  | 合計時間:  | 63:21 |